# Paranonychus
Genre
Paranonychus est un genre d'opilions laniatores de la famille des Paranonychidae.

## Distribution
Les espèces de ce genre se rencontrent aux États-Unis en Oregon, au Washington et en Alaska, au Canada en Colombie-Britannique et au Japon.

## Liste des espèces
Selon World Catalogue of Opiliones (20/05/2021) :
- Paranonychus brunneus (Banks, 1893)
- Paranonychus concolor Briggs, 1971

## Publication originale
- Briggs, 1971 : « The harvestmen of family Triaenonychidae in North America (Opiliones). » Occasional Papers of the California Academy of Sciences, no 90, p. 1–43 (texte intégral).